# برونو كويلو
برونو كويلو هو لاعب كرة الصالات ‏ ولاعب كرة قدم برتغالي، ولد في 1 أغسطس 1987 في لشبونة في البرتغال. شارك مع منتخب البرتغال الوطني لكرة قدم الصالات. أما مع النوادي، فقد لعب مع S.L. Benfica ‏.